# Piper fallens
Piper fallens är en pepparväxtart som beskrevs av William Trelease. Piper fallens ingår i släktet Piper och familjen pepparväxter. Inga underarter finns listade i Catalogue of Life.